# NGC 4732
NGC 4732 é uma galáxia elíptica (E) localizada na direcção da constelação de Ursa Major. Possui uma declinação de +52° 51' 00" e uma ascensão recta de 12 horas, 50 minutos e 07,0 segundos.
A galáxia NGC 4732 foi descoberta em 26 de Abril de 1789 por William Herschel.